# A Tango Tragedy
A Tango Tragedy é um curta-metragem mudo norte-americano de 1914, do gênero comédia, dirigido por Arthur Hotaling e estrelado por Oliver Hardy.

## Elenco
- Billy Bowers - Pat Muldune
- Frances Ne Moyer - Nora Muldune
- James Hodges - Dick Kelly
- Raymond McKee - Bill Ryan
- Julia Calhoun - a viúva
- Oliver Hardy - (como Babe Hardy)